# Box-office Italie 1959-1960
Cet article traite du box-office de la saison cinématographique 1959-1960 en Italie.

## Les 20 premiers
Les films sont classés selon les recettes réelles de la Société italienne des auteurs et éditeurs (SIAE, Società Italiana degli Autori ed Editori), fournies par les volumes Platea in piedi exprimées en lires italiennes,,. Lorsque les données SIAE pour le nombre d'entrées ne sont pas disponibles, les recettes réelles ont été divisées par le prix moyen du billet estimé à 156 lires en 1959-60.
Pour certains titres étrangers, les données SIAE ne sont pas disponibles, la position dans le classement est obtenue sur la base des données disponibles auprès du Giornale dello spettacolo,.
| Rang | Titre                        | Pays                                                                                            | Réalisateur                         | Recettes Italie (lires) | Entrées Italie |
| ---- | ---------------------------- | ----------------------------------------------------------------------------------------------- | ----------------------------------- | ----------------------- | -------------- |
| 1    | La dolce vita                | Drapeau de l'Italie · Drapeau de la France                                                      | Federico Fellini                    | 2 220 716 000           | 13 617 148     |
| 2    | Certains l'aiment chaud      | Drapeau des États-Unis                                                                          | Billy Wilder                        |                         | 10 300 000     |
| 3    | La Grande Guerre             | Drapeau de l'Italie · Drapeau de la France                                                      | Mario Monicelli                     | 1 750 000 000           | 10 783 742     |
| 4    | La Mort aux trousses         | Drapeau des États-Unis                                                                          | Alfred Hitchcock                    |                         |                |
| 5    | Les Nuits du monde           | Drapeau de l'Italie                                                                             | Luigi Vanzi                         | 1 027 522 000           | 6 587 000      |
| 6    | Ils n'ont que vingt ans      | Drapeau des États-Unis                                                                          | Delmer Daves                        |                         |                |
| 7    | Rio Bravo                    | Drapeau des États-Unis                                                                          | Howard Hawks                        |                         |                |
| 8    | Opération Jupons             | Drapeau des États-Unis                                                                          | Blake Edwards                       |                         |                |
| 9    | Les Boucaniers               | Drapeau des États-Unis                                                                          | Anthony Quinn                       |                         |                |
| 10   | Cinq Femmes marquées         | Drapeau de l'Italie · Drapeau des États-Unis                                                    | Martin Ritt                         | 873 000 000             | 5 596 000      |
| 11   | Au risque de se perdre       | Drapeau des États-Unis                                                                          | Fred Zinnemann                      |                         |                |
| 12   | Les Derniers Jours de Pompéi | Drapeau de l'Italie · Drapeau : Allemagne de l'Ouest · Drapeau de l'Espagne · Drapeau de Monaco | Mario Bonnard et Sergio Leone       |                         |                |
| 13   | David et Goliath             | Drapeau de l'Italie                                                                             | Richard Pottier et Ferdinando Baldi | 826 000 000             | 5 295 000      |
| 14   | La Terreur des barbares      | Drapeau de l'Italie · Drapeau de la France                                                      | Carlo Campogalliani                 |                         |                |
| 15   | Salomon et la Reine de Saba  | Drapeau des États-Unis                                                                          | King Vidor                          |                         |                |
| 16   | La police fédérale enquête   | Drapeau des États-Unis                                                                          | Mervyn LeRoy                        |                         |                |
| 17   | Soudain l'été dernier        | Drapeau des États-Unis                                                                          | Joseph L. Mankiewicz                |                         |                |
| 18   | Hold-up à la milanaise       | Drapeau de l'Italie · Drapeau de la France                                                      | Nanni Loy                           | 750 000 000             | 4 808 000      |
| 19   | Le Dernier Rivage            | Drapeau des États-Unis                                                                          | Stanley Kramer                      |                         |                |
| 20   | Le Miroir aux alouettes      | Drapeau de l'Italie                                                                             | Vittorio Sala                       | 718 600 000             | 4 606 410      |